# Björn Karlsson (militär)
Björn Olof Karlsson, född 14 juli 1944 i Karlstads församling i Värmlands län,  död 30 oktober 2022 i Sollentuna distrikt i Stockholms län, var en svensk militär.

## Biografi
Karlsson avlade officersexamen vid Kungliga Krigsskolan 1969 och utnämndes samma år till fänrik vid Värmlands regemente, där han tjänstgjorde till 1977, befordrad till kapten 1972. Han tjänstgjorde 1977–1982 vid Livregementets grenadjärer och gick Stabskursen vid Militärhögskolan 1977–1979. År 1980 befordrades han till major och tjänstgjorde 1980–1984 vid Arméstaben, varpå han var lärare och kurschef vid Militärhögskolan 1984–1988, befordrad till överstelöjtnant 1986. Han tjänstgjorde vid Arméstaben 1988–1989 och var bataljonschef vid Älvsborgs regemente 1989–1990.
År 1990 befordrades han till överste och var 1990–1993 utbildningschef vid Älvsborgs regemente och tillika brigadchef för Älvsborgsbrigaden. Han befordrades 1993 till överste av första graden och var 1993–1994 avdelningschef vid Försvarsstaben samt 1994–1995 avdelningschef vid Högkvarteret. Han var 1995–1997 chef för Nedre norra arméfördelningen och 1997–1998 chef för Utvecklingsavdelningen vid Arméledningen (från och med den 1 januari 1998 Arméns taktiska centrum) i Högkvarteret. Han var därefter ställföreträdande chef vid OSSE-kommissionen i Bosnien-Hercegovina 1998–1999. Åren 1999–2000 var han chef för  Upplands regemente tillika befälhavare för Uppsala och Västmanlands försvarsområde.